# Antwerpse Poort ('s-Hertogenbosch)

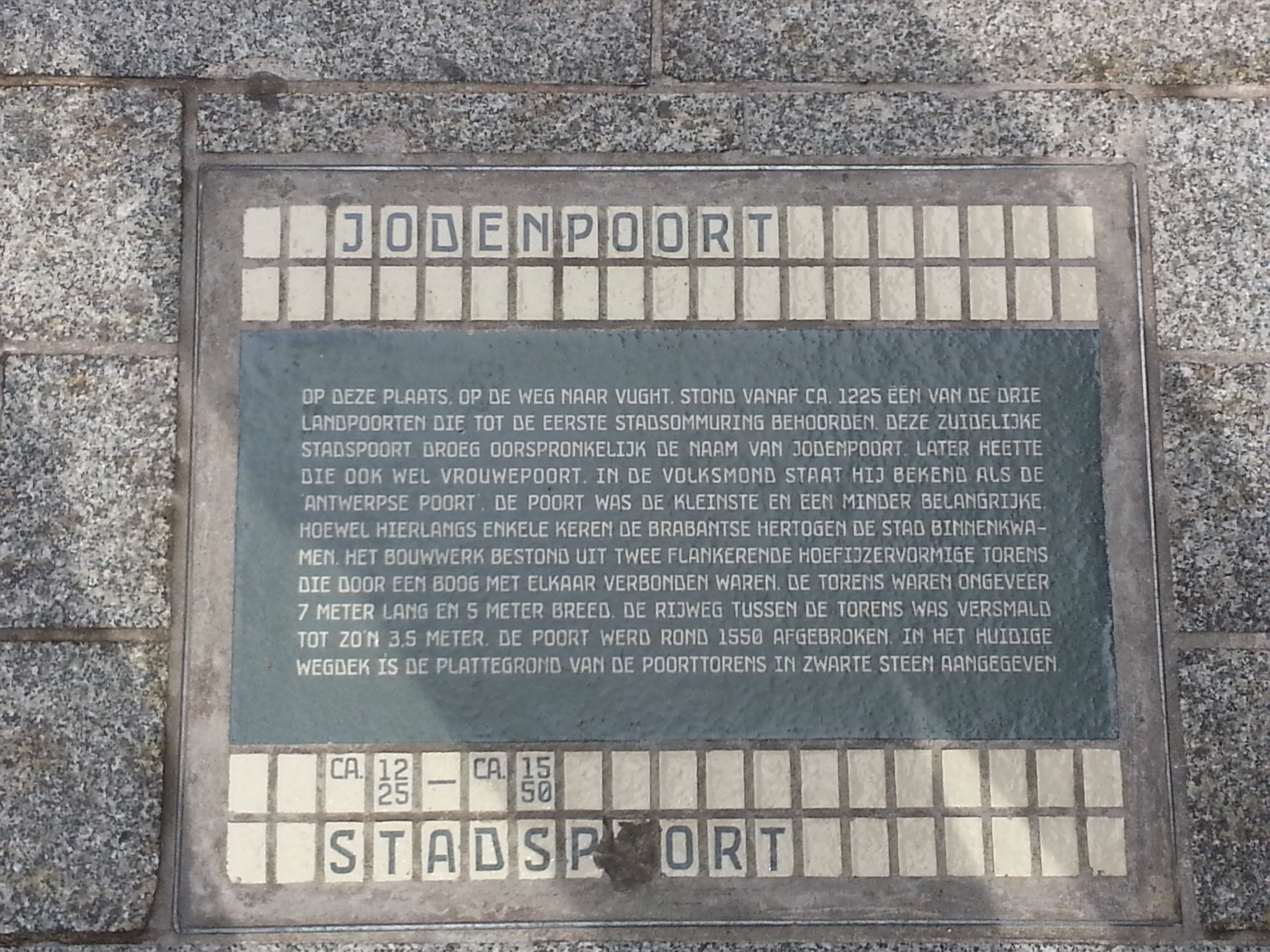
De Antwerpse Poort is ook bekend onder de naam Jodenpoort.

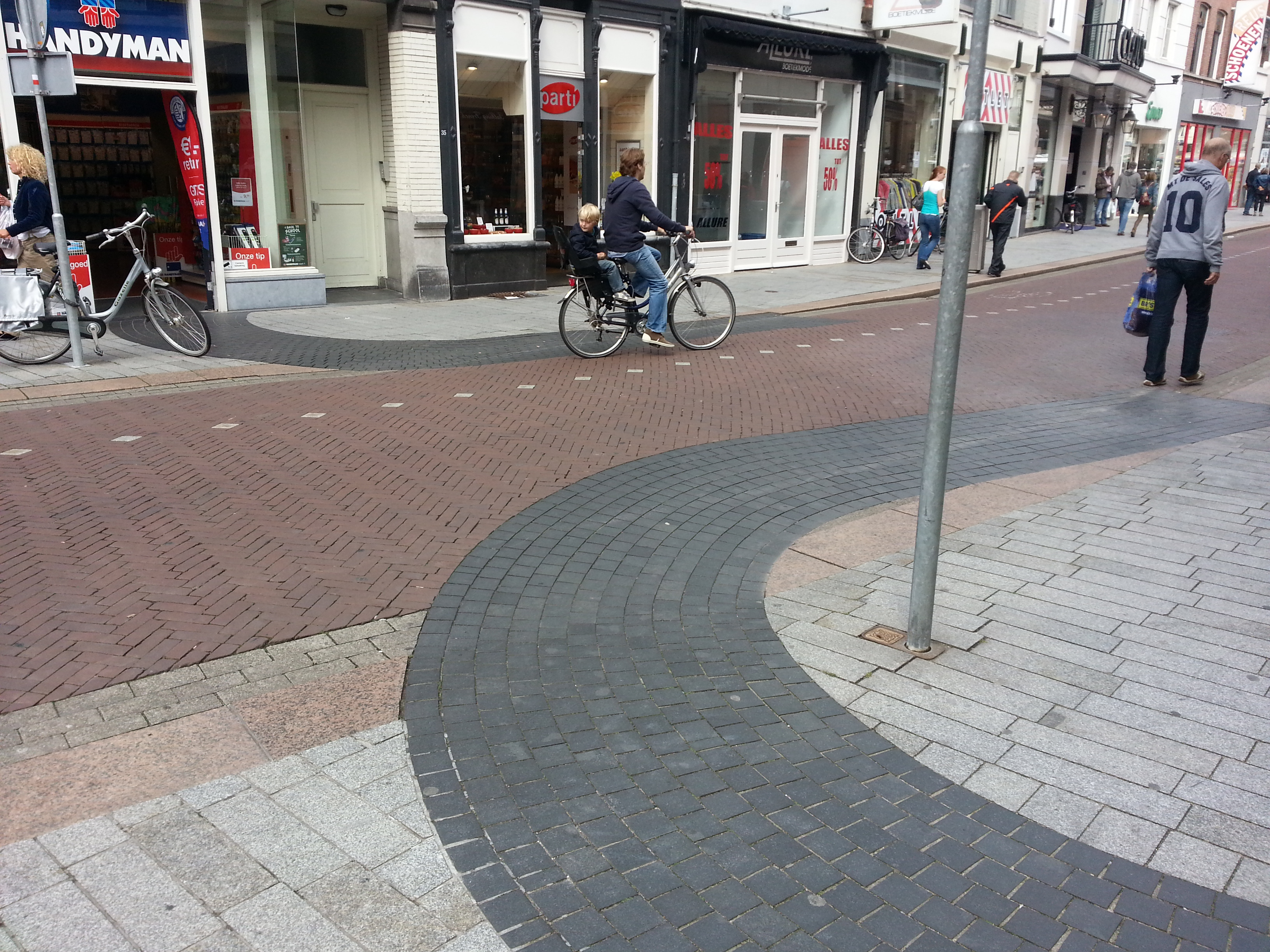
Contouren van de Antwerpse Poort.

De Antwerpse Poort of Jodenpoort of Vrouwepoort was een stadspoort in 's-Hertogenbosch. Het was een onderdeel van de eerste ommuring van de vestingwerken rondom wat nu de binnenstad is. De poort stond aan het begin van wat nu de Schapenmarkt is, vlak bij de Markt.
De poort werd bij gebouwd kort na de aanvang van de eerste ommuring van de stad. De poort stamt uit ongeveer 1200 en is bij de tweede ommuring in de veertiende eeuw overbodig geworden, door de voltooiing van de Vughter Poort in 1399. De Antwerpse Poort werd daarna afgebroken.
De contouren van de poort zijn in het straatplaveisel aangegeven.